# جامع باشا (منطقة المفتي)
جامع باشا هو من مساجد العراق الأثرية القديمة، ويقع في منطقة المفتي في قضاء حلبجة بمحافظة السليمانية، ولقد بني قبل حوالي 350 عام في عهد الدولة العثمانية من قبل محمد عثمان باشا، وجرى تجديدهُ وبتمويل من المحسن (عبد الجليل عبد الغني ناصر) من دولة قطر.
ولقد قامت الرابطة الإسلامية الكردية في محافظة السليمانية بتجديد بناؤهُ في عام 1423هـ/2002م، وفق طراز معماري حديث، ويحتوي حرم الجامع على مصلى واسع يتسع لأكثر من ألفي مصل، والمبنى يتكون من طابقين، وتعلو المبنى قبة كبيرة خضراء اللون، وأربع منارات حديثة ذات حوض إسطواني واحد، وكان الجامع فيهِ مدرسة دينية وفيهِ الآن مدرسة أهلية تابعة إلى دائرة الأوقاف.
وتقام فيهِ حالياً الصلوات الخمس وصلاة الجمعة وصلاة العيدين، ومن الأئمة الذين تعاقبوا على منصب الإمامة والخطابة فيهِ:
- محمد الخطيب القرة داغي.
- الشيخ عثمان عبد العزيز.
- الشيخ علي (مؤسس الحركة الإسلامية).
- الشيخ محمد عمر عبد العزيز.
- الشيخ الاستاذ جمال عبد الرحمن.[1]